# Rick Wohlhuter

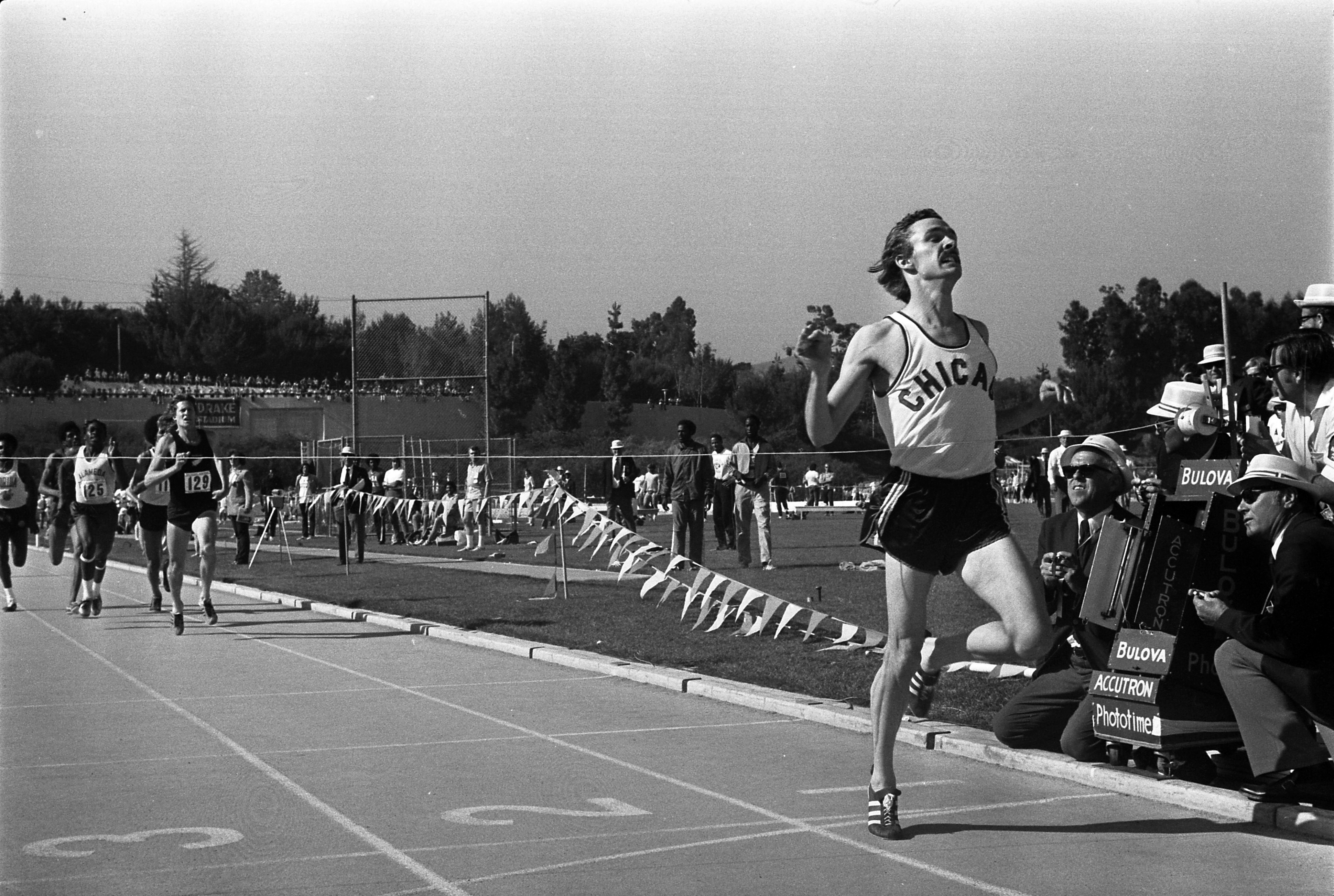
Rick Wohlhuter (1974)

Rick Wohlhuter (* 23. Dezember 1948 in Geneva, Illinois) ist ein amerikanischer Leichtathlet, der in den 1970er Jahren über die Mittelstrecke erfolgreich war.

## Leben
Er erzielte mehrmals einen Weltrekord und nahm an zwei Olympischen Spielen teil, wobei ihm 1976 die Qualifikation für beide Mittelstrecken – 800 und 1500 Meter – gelang. Im Laufe seiner Karriere lief er zwölfmal die 800 Meter in weniger als 1:45 Minuten.
Im Jahr 1974 wurde er als amerikanischer Sportler des Jahres mit dem James E. Sullivan Award ausgezeichnet.
Der gelernte Kaufmann ist heute in Wheaton als Finanzberater tätig.

## Leistungen

### Titel
- IC4A – Meister über 880 yds 1971 und 72
- U.S. – Meister über 880 yds 1973 und 74
- U.S. – Hallenmeister über 1000 yds 1974-76

### Weltrekorde
- 1:44,0 min über 800 m am 27. Mai 1973 in Los Angeles
- 1:43,5 min über 800 m und 1:44,1 min über 880 yds am 8. Juni 1974 in Eugene
- 2:13,9 min über 1000 m am 30. Juli 1974

### Olympische Spiele
- 1972 München: Sturz beim 800-m-Lauf
- 1976 Montreal: Bronze über 800 m, Sechster über 1500 m